# Francisco Montana
Francisco Montana (Miami, Florida, 5 de noviembre de 1969) es un exjugador profesional de tenis. Se convirtió en profesional en 1990.
Alcanzó un alto nivel de dobles en su carrera, llegando a ser el número 13 del ranking mundial el 8 de julio de 1998.

## Títulos de dobles (10)
| Outcome    | N.º | Date | Torneo                      | Superficie | Compañero           | Oponentes en la final             | Puntuación en la final |
| ---------- | --- | ---- | --------------------------- | ---------- | ------------------- | --------------------------------- | ---------------------- |
| Subcampeón | 1.  | 1992 | Los Ángeles, U.S.           | Dura       | David Wheaton       | Patrick Galbraith Jim Pugh        | 6–7, 6–7               |
| Ganador    | 1.  | 1992 | Long Island, U.S.           | Dura       | Greg Van Emburgh    | Gianluca Pozzi Olli Rahnasto      | 6–4, 6–2               |
| Ganador    | 2.  | 1994 | Ciudad de México, México    | Arcilla    | Bryan Shelton       | Luke Jensen Murphy Jensen         | 6–3, 6–4               |
| Subcampeón | 2.  | 1994 | Atlanta, U.S.               | Arcilla    | Jim Pugh            | Jared Palmer Richey Reneberg      | 6–4, 6–7, 4–6          |
| Ganador    | 3.  | 1995 | Kitzbühel, Austria          | Arcilla    | Greg Van Emburgh    | Jordi Arrese Wayne Arthurs        | 6–7, 6–3, 7–6          |
| Subcampeón | 3.  | 1995 | Santiago, Chile             | Arcilla    | Shelby Cannon       | Jiří Novák David Rikl             | 4–6, 6–4, 1–6          |
| Ganador    | 4.  | 1996 | Ciudad de México, México    | Arcilla    | Donald Johnson      | Nicolás Pereira Emilio Sánchez    | 6–2, 6–4               |
| Ganador    | 5.  | 1996 | Ámsterdam, Países Bajos     | Arcilla    | Donald Johnson      | Rikard Bergh Jack Waite           | 6–4, 3–6, 6–2          |
| Ganador    | 6.  | 1997 | Monte Carlo, Mónaco         | Arcilla    | Donald Johnson      | Jacco Eltingh Paul Haarhuis       | 7–6, 2–6, 7–6          |
| Subcampeón | 4.  | 1997 | Stuttgart Outdoor, Alemania | Arcilla    | Donald Johnson      | Gustavo Kuerten Fernando Meligeni | 4–6, 4–6               |
| Subcampeón | 5.  | 1997 | Ostrava, República Checa    | Moqueta    | Donald Johnson      | Jiří Novák David Rikl             | 2–6, 4–6               |
| Ganador    | 7.  | 1998 | Marseille, Francia          | Dura       | Donald Johnson      | Mark Keil T. J. Middleton         | 6–4, 3–6, 6–3          |
| Subcampeón | 6.  | 1998 | Dubái, UAE                  | Dura       | Donald Johnson      | Mahesh Bhupathi Leander Paes      | 2–6, 5–7               |
| Ganador    | 8.  | 1998 | Estoril, Portugal           | Arcilla    | Donald Johnson      | David Roditi Fernon Wibier        | 6–1, 2–6, 6–1          |
| Ganador    | 9.  | 1998 | Hamburgo, Alemania          | Arcilla    | Donald Johnson      | David Adams Brett Steven          | 6–2, 7–5               |
| Ganador    | 10. | 1998 | Palermo, Italia             | Arcilla    | Donald Johnson      | Pablo Albano Daniel Orsanic       | 6–4, 7–6               |
| Subcampeón | 7.  | 1999 | Bucharest, Rumania          | Arcilla    | Marc-Kevin Goellner | Lucas Arnold Ker Martín García    | 3–6, 6–2, 3–6          |